# Протисти
Протистите (Protista) са парафилетична група организми, включваща всички еукариоти, които не се причисляват към царствата на гъби, растения или животни.
Те не са естествена група (клад), но често се групират за удобство, подобно на други групи, като водорасли или риби. В някои системи за класификация на организмите като популярната система от 5 царства, предложена от Робърт Уитакър през 1969 г., протистите са обособени в самостоятелно царство, включващо организми, които са „едноклетъчни или едноклетъчно колониални и които не формират тъкани“.
Освен своята относително ниска степен на организация протистите нямат много общи характеристики. В наши дни под „протисти“ се разбира сходни на вид, но разнородни таксони, които не са свързани чрез общ предшественик и имат различен жизнен цикъл, трофично ниво, моторика и клетъчна структура. В съвременните кладистични системи за класификация няма еквивалент на таксона Protista, тъй като той е парафилетичен. Вместо това неговите представители са разпределени между различни надгрупи. Въпреки това понятието „протисти“ продължава да се използва неформално – например „патогенни протисти“ може да описва всички причиняващи болести микроби, които не са бактерии, вируси, вироиди или метазои.

## Класификация на протистите
Надгрупи и основни типове
- Archaeplastida (частично)
  - Rhodophyta – Червени водорасли
  - Glaucophyta
- SAR
  - Heterokonta
  - Alveolata
    - Apicomplexa – Спорозои
    - Ciliophora – Ресничести
    - Dinoflagellata

  - Rhizaria
    - Cercozoa
    - Foraminifera – Фораминифери
    - Radiolaria – Радиоларии
- Excavata
  - Euglenozoa
  - Percolozoa
  - Metamonada
- Amoebozoa
- Hacrobia
- Apusozoa
- Opisthokonta (частично)
  - Choanozoa

### Традиционни подразделения
Групата на протистите обхваща над 40 000 съвременни вида. Традиционно тя се подразделя на три групи въз основа на сходства с по-висшите царства:
- Protozoa – подобни на животни (хетеротрофни или паразитни), които допълнително се разделят въз основа на начина на придвижване на камшичести (Flagellata), ресничести (Ciliophora), фагоцити и спорообразуващи (Apicomplexa).
- Protophyta – подобни на растения (автотрофни), главно едноклетъчни водорасли.
- Плесени – подобни на гъби (сапротрофни).

Някои протисти, понякога наричани амбирегнални, са класифицирани едновременно като протозои и водорасли или гъби (например слузестите плесени и камшичестите водорасли). Подобни конфликти, например двойната класификация на Еугленовите и на Dinobryon, които са миксотрофни, са сред причините за обособяване на протистите в отделно царство.
Изброените традиционни подразделения, базирани главно на повърхностни сходства, в наши дни са заменени с класификации, основани на филогенията (еволюционната връзка между организмите). Молекулните анализи в съвременната таксономия са причина за преразпределянето на някогашни членове на групата на протистите в различни и понякога силно отдалечени един от друг типове. Така водните плесени днес се смятат за близки до фотосинтезиращи организми като кафявите и кремъчните водорасли, а в същото време слузестите плесени се включват в групата Amoebozoa. Тя, от своя страна, включва само част от някогашните амеби, много от които са прехвърлени в Rhizaria, и други типове.
Въпреки това старите наименования на тези групи продължават да се използват, групирайки протистите на базата на тяхната морфология и екология.

### Исторически класификации
Сред пионерите в изучаването на протистите, които са почти напълно игнорирани от Карл Линей (с изключение на отделни родове като Vorticella, Chaos, Volvox, Corallina, Conferva, Ulva, Chara, Fucus), са Антони ван Льовенхук, Ото Фридрих Мюлер, Кристиан Готфрид Еренберг и Феликс Дюжарден. Първите групи, използвани за класифициране на микроскопичните организми, са Animalcules и Infusoria. През 1817 г. германският естественик Георг Август Голдфус въвежда наименованието Protozoa за организми като ресничестите и коралите. След налагането на клетъчната теория на Теодор Шван и Матиас Шлайден тази група е модифицирана през 1848 г. от Карл фон Зиболд, така че да включва подобните на животни едноклетъчни организми (фораминифери и амеби). Формалната таксономична категория Protoctista е предложена за пръв път в началото на 60-те години на XIX в. от Джон Хог, според когото тя трябва да обхваща примитивните едноклетъчни форми както на животните, така и на растенията. Той дефинира Protoctista като „четвърто природно царство“ наред с традиционните по това време царства на растения, животни и минерали. Царството на минералите е премахнато от таксономията през 1866 г. от Ернст Хекел, който оставя царствата на растения, животни и „примитивни форми“ и ги нарича Protista.
През 1938 г. Хърбърт Коупланд възстановява името на Хог, твърдейки, че терминът на Хекел обхваща и безядрените микроби като бактериите, докато Protoctista (буквално „първи установени същества“) – не. Коупланд отнася към Protoctista е еукариоти като кремъчните и зелени водорасли и гъбите. Тази класификация става основа на по-късната дефиниция на Уитакър за четирите царства – Гъби, Животни, Растения и Протисти. По-късно царство Протисти е променено, като прокариотите са поставени в отделно царство Monera, оставяйки протистите като група еукариотни микроорганизми. Тези пет царства остават общоприети до развитието на молекулярната филогенетика в края на XX в., когато става ясно, че нито протистите, нито Monera са монофилетични обособени групи от свързани организми.

### Съвременни класификации
Днес мнозинството систематици не разглеждат протистите като формален таксон, но понятието все още се използва често за удобство по два различни начина. Най-често срещаната съвременна дефиниция е филогенетична и идентифицира протистите като парафилетична група: протист е всеки еукариот, който не е животно, (наземно) растение или (същинска) гъба. Това определение изключва много едноклетъчни групи като Microsporidia (гъби), множество Chytridiomycetes (гъби) и дрожди (гъби), както и неедноклетъчни групи, причислявани понякога към протистите в миналото – като Myxozoa (животни). Някои автори смятат парафилетичните таксони за допустими и продължават да използват Protista като формален таксон, например с педагогическа цел в училищни учебници.
Другата дефиниция описва протистите преди всичко според функционални или биологични критерии: протистите са еукариоти, които никога не са многоклетъчни и съществуват или като самостоятелни клетки, или ако образуват колонии, не показват диференциация в тъкани (но вегетативна клетъчна диференциация е допустима при полово размножаване, променлива вегетативна морфология, летаргични или резистентни фази). Това определение изключва много кафяви и червени и някои зелени водорасли, които могат да образуват тъкани.
Таксономията на протистите е в процес на развитие. По-новите класификации се опитват да дефинират монофилетични групи въз основа на морфологична (най-вече ултраструктурна), биохимична (хемотаксономия) и ДНК-секвенционна (молекулна филогения) информация. Същевременно се наблюдават и несъответствия между молекулните и морфологичните изследвания, които са два вида – обща морфология и различен произход (например при морфологична конвергенция) или общ произход и разнородна морфология (при модификационна изменчивост, множество етапи на жизнения цикъл).
Тъй като протистите като цяло са парафилетична група, новите системи често разделят или се отказват от царството, разглеждайки го като съвкупност от самостоятелни подгрупи на еукариотите. Скорошната класификация на Адл от 2005 г. не дефинира формални рангове, а кладове от филогенетично свързани организми. Това се прави с цел класификацията да бъде по-устойчива и лесна за адаптиране във времето. Дори и в тази класификационна схема монофилетичността на някои таксони от високо ниво остава несигурна. Например Excavata вероятно не са монофилетична група, а Chromalveolata, изглежда, биха били монофилетични само ако се изключат Haptophyta и Cryptophyta.

## Устройство
Често протистите се срещат под формата на колонии, където отделните самостоятелни клетки са свързани в различна степен помежду си. Това са асиметрични микроорганизми с овална, удължена сферична или друга форма. Размерът на отделния организъм е само 0,01 – 0,5 mm и обикновено той не се вижда без микроскоп. Клетъчното ядро е добре обособено и притежава ядрена мембрана. В повечето случаи са едноядрени, срещат се и многоядрени. Едни от тях са свободноживеещи, други са коменсиални организми, трети са симбионти, а четвърти са паразити.
Протистите живеят в почти всички естествени среди, базирани на вода. Много протисти, преди всичко водорасли, са способни да фотосинтезират и са основен компонент на водните екосистеми, а в океаните са основна част от планктона. Други представители са причинители на редица заболявания при животните и човека, като например малария или сънна болест.
Протистите са микроскопични организми, обитаващи водата, влажната почва и телата на живи и мъртви организми, включително и човека. Формата на тялото е изключително разнообразна – от неопределена (като при амебите) до удължена, обтекаема и вретеновидна (при трипанозомите). Някои притежават собствена миниатюрна раковина (фораминифери), а живеещите в топлите води имат странни израстъци.
В повечето случаи тялото на протистите се състои от една-единствена клетка, съдържаща едно или повече ядра. Отвън е обвита от тънка мембрана, която при различни видове може да е допълнена с други структури, като се образува дебела мембрана, много дебела черупка или еластична пеликула (кожица). Условно цитоплазмата на протистите може да бъде разделена на външна (ектоплазма, плазмогел) и вътрешна (ендоплазма, плазмозол).
Придвижването се осъществява с помощта на лъжливи крачета, реснички или камшичета и е в отговор на различни външни дразнения (фототаксис, хемотаксис, термотаксис и др.). Газообменът се извършва през цялата повърхност на тялото посредством осмоза. При неблагоприятни условия за живот образуват циста, при която отвън се образува дебела мембрана. В такова състояние протистата може да издържи дълго време. При благоприятни условия цистата се разпада и микроорганизмът се възвръща към нормалния си начин на живот.
Протистите притежават клетъчни органели, които изпълняват различни функции:
- движение – псевдоподи, реснички и камшичета;
- поддържане на осмотичното налягане в протоплазмата – свивателни вакуоли;
- хранене – храносмилателна вакуола, клетъчна уста, клетъчна глътка и др.

## Хранене
Храненето при различните типове се различава. При камшичестите храненето е самостойно или несамостойно. В зависимост от храненето им камшичестите едноклетъчни са обединени в две големи групи – растителни камшичести и животински камшичести. При различни условия някои от тях могат да се хранят по единия или другия начин. Други протисти се хранят чрез ендоцитоза – поглъщат храна и я смилат във вътрешността си, като обкръжават хранителната частица чрез клетъчната мембрана и я прибират в цитоплазмата заедно с известно количество вода, образувайки храносмилателна вакуола. По-често срещана е фагоцитозата, понякога и пиноцитозата.
| Типове според храненето | Източник на енергия  | Източник на въглерод                          | Представители                         |
| ----------------------- | -------------------- | --------------------------------------------- | ------------------------------------- |
| Фототрофи               | Слънчева светлина    | Органични съединения или фиксация на въглерод | Algae, Dinoflagellate или Euglena     |
| Органотрофи             | Органични съединения | Органични съединения                          | Apicomplexa, Trypanosomes или Amoebae |

Типовете хранене при протистите може да се групират по следния начин:
- Автотрофно (холофитно) – фотосинтезират като растения.
- Холозойно – хранят се с бактерии, водорасли, гъби или първаци.
- Сапрофитно – приемат готови органични вещества от средата, в която живеят – например пептони, аминокиселини и др.
- Сапрозойно – използват хранителни вещества от мъртви организми.
- Комбинирано – хранят се по два от гореизброените начини.

За повечето основни клетъчни структури и функции при животните и растенията, може да се установи наследственост от протистите.

## Размножаване
Размножението на протистите протича и по безполов, и по полов път.

### Безполово размножаване
Основните типове безполово размножаване са:
- просто делене на две – ядрото, а впоследствие и клетката се разделят на два дъщерни организъма;
- повторно делене на две – веднага след простото делене двете дъщерни клетки повтарят процеса;
- множествено делене – първоначално ядрото се разделя многократно, последвано от цитоплазмата, деляща се спрямо броя на ядрата;
- пъпкуване – подобен на деленето процес без преустройство на двигателния апарат на майчиния индивид.

### Полово размножаване
Половите процеси при протистите са следните:
- копулация – сливане на две клетки с редукционно деление на ядрата, при което се образува зигота;
- конюгация – без да образуват нов организъм, две клетки временно се сливат, извършвайки обмен на части от ядрата си.

Много от протистите са развили способност да преживяват неблагоприятни условия като засушаване чрез образуването на спори и ципи. По този начин те лесно биват разпространявани, например от въздушните течения или от животни, по които полепват.

## Причинители на заболявания
Някои протисти са патогени по животните и растенията. Например маларийният плазмодий (Plasmodium falciparum) е причинител на малария при хората, докато Phytophthora infestans причинява заболяване при картофите.
Съществуват и опити за използването на протисти в естествената борба срещу инвазивни видове. Така например за ограничаване на популациите на мравката Solenopsis invicta могат да бъдат използвани спорообразуващи протисти от вида Kneallhazia solenopsae, при което броят на мравките се редуцира между 53 и 100%.